# Narthecusa tenuiorata
Narthecusa tenuiorata är en fjärilsart som beskrevs av Walker 1862. Narthecusa tenuiorata ingår i släktet Narthecusa och familjen mätare. Inga underarter finns listade i Catalogue of Life.

## Bildgalleri

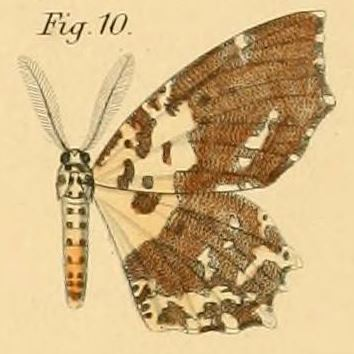